# Francisco José Segovia Ramos
Francisco José Segovia Ramos (Granada, 9 de gener de 1962) és un escriptor i poeta granadí.
Va estudiar Dret a la Universitat de Granada. A partir de 2006 comença a participar en certàmens i premis de narrativa i poesia, en els quals la seva obra obté nombrosos reconeixements.
Col·labora en diversos diaris i revistes literàries (Revista Kalepsia, Revista Alkaid, Ravista digital Palabras Diversas), és membre de l'Associació Cultural Naufragio, Lucena (Còrdoba) i ofereix recitals poètics i participa en xerrades-taller a col·legis i instituts.

## Publicacions
Novel·la i narrativa
- El hombre tras el monstruo. Zaragoza. Saco de Huesos Ediciones, 2017
- El Secret. Adaptació a lectura fàcil: Eugènia Salvador. Barcelona : La Mar de Fàcil, 2015
- La Promesa. Adaptació a lectura fàcil: Eugènia Salvador ; il·lustracions: Gemma Capdevila. Barcelona : La Mar de Fàcil, 2015
- Los Náufragos del Aurora. A Coruña: The Black House Editorial, 2015
- Viajero de todos los mundos. Madrid: Ediciones Irreverentes, 2014.
- Los sueños muertos. Sevilla: Premium Editorial, 2013
- Lo que cuentan las sombras. Valladolid: ALKAID ediciones, 2010
- El Aniversario. León: Hontanar, 2007